# كيلي ألفاريز
دافيد ألفاريز أغويير (بالإسبانية: David Álvarez Aguirre)‏ (مواليد 5 فبراير 1984 في أفيلس، إسبانيا) المعروف باسم كيلي هو لاعب كرة قدم غيني استوائي مجنس. يلعب في مركز المدافع. ويلعب حاليا لصالح نادي لانغريو في دوري الدرجة الرابعة الإسباني.

## وصلات خارجية
- Álvarez Aguirre كيلي ألفاريز  على فيسبوك.على موقع فيسبوك
- كيلي ألفاريز على موقع الاتحاد الدولي (مؤرشف)  (الإنجليزية)
- كيلي ألفاريز على موقع قاعدة بيانات كرة القدم.إي يو (الإنجليزية)
- كيلي ألفاريز على موقع ناشيونال فوتبول تيمز (الإنجليزية)
- كيلي ألفاريز على موقع Soccerway.com (الإنجليزية)
- كيلي ألفاريز على موقع عالم كرة القدم.نت (الإنجليزية)
- كيلي ألفاريز على موقع AS.com (الإسبانية)